# Literatura em Interlíngua
A literatura em Interlíngua é a coleção de obras escritas em Interlíngua.
Gode tinha uma concepção extremamente limitada dos domínios de uso possíveis ou desejáveis da Interlíngua. Seu legado é composto principalmente por várias centenas de resumos em Interlíngua de artigos científicos das décadas de 1950 e 1960, bem como duas pequenas coleções de contos... sem grande valor literário. As primeiras obras escritas em Interlíngua são livros para aprender o idioma, como o Interlingua English Dictionary e A Brief Grammar of Interlingua for Readers, ambos publicados em 1954. Eles foram acompanhados, também em 1954, por Interlingua a Prime Vista e, um ano depois, por Interlingua: A Grammar of the International Language, desta vez escrita por Gode e Blair.
A partir de 1960, Eric Ahlström começou a traduzir e editar cadernos de literatura ficcional na sua série Scriptores scandinave in INTERLINGUA: Episodio con perspectiva (Harald Herdal, 1960); Un desertor (Bo Bergman, 1961) e Le nove vestimentos del imperator (H.C. Andersen, 1961).
Um dos autores mais prolíficos em Interlíngua foi o sueco Sven Collberg (1919–2003). Sua primeira publicação em Interlíngua, Alicubi-Alterubi, foi um opúsculo com 18 poemas originais. No mesmo ano, ele publicou Cunate tu es a mi mar, um livro com 100 poemas traduzidos de línguas do mundo todo e de poesia do passado até sua época. Entre suas outras obras estão Inter le stellas (1975), Le prince e altere sonetos (1977), Lilios, Robores (1979), Prosa (1980) e Versos grec (1987).
Na década de 1970, Carolo Salicto publicou Volo asymptotic (1970), uma coleção de poemas originais e dois poemas traduzidos. Celestina le gallina del vicina e Hannibalo le gallo del vicino foram publicados em 1971. Sete contos, também de H.C. Andersen, foram traduzidos em 1975. Ainda nessa década, Alexander Gode publicou Un dozena de breve contos (1975) e Sven Collberg publicou a tradução da obra anteriormente mencionada Inter le stellas, uma obra de Casemir Wishlace.
Alexander Gode publicou Dece Contos em 1983.
Nos anos 1990, muitas traduções foram realizadas, como Le familia del antiquario, de Carlo Goldoni, traduzida em 1993, e Le Albergatrice, do mesmo autor, traduzida dois anos depois. Outras obras traduzidas nessa década incluem Contos e histórias de H.C. Andersen (traduzido em 1995) e Le pelegrinage de Christiano de John Bunyan (1994).
Vicente Costalago publicou a novela original Juliade em 2022, seguida de Poemas, também publicada no mesmo ano. Kilglan, do mesmo autor, foi publicada em 2023.
Na edição nº 46 da Posta Mundi, de março de 2025, Eduardo Ortega, também conhecido como Le Canario Interlinguista, publicou Sonetto del depression, onde também apareceu Ad su prude dama, de Andrew Marvell, traduzido por Martin Lavallée, que também traduziu Le Albatros, de Charles Baudelaire.

### Obras originais
- Breinstrup, Thomas (2013) Mysterios in Mexico - un novella criminal
- Costalago, Vicente (2020) Le dece-duo travalios de Heracles
- Costalago, Vicente (2022) Juliade
- Costalago, Vicente (2022) Poemas
- Hak, Esbern (1996) Paletta: dece-duo novellas original
- Scriptor, Marcus (2015) Le polyglotto involuntari e altere contos
- Soreto, Carlos (2020) Anthologia Litterari
- Costalago, Vicente (2023) Kilglan

### Traduções[4]
| - Andersen, H. C. (1975) Septe contos - Andersen, H. C. (1995) Contos e historias - Andersen, H.C. (1961) Le nove vestimentos del imperator - Baldwin, James (2022) Robinson Crusoe scribite de novo pro infantes - Bang, Herman (1994) Tres novellas - Arseneault, Daniel (2023) Le torno del mundo in octanta dies - Bunyan, John (1994) Le pelegrinage de Christiano - Buzzati, Dino (1992) Tres novellas - Collberg, Sven (1975) Alicubi, alterubi - Collberg, Sven (1977) Le Prince e altere sonettos - Collberg, Sven (1978) Pandora. Scenas mythic in interlingua - Collberg, Sven (1980) Prosa Pensatas breve e longe in interlingua - Collodi, Carlo (2018) Pinocchio - Daudet, Alphonse (2013) Litteras de mi molino - Doyle, Arthur Conan (2014) Le grande experimento de Keinplatz - Enfors, Erik (2020) Tres contos per Selma Lagerlöf | - Frank, Sven (2012) Contos in Interlingua - Gibran, Khalil (2019) Le Propheta - Gode, Alexander (1983) Dece Contos, Beekbergen. - Goldoni, Carlo (1995) Le Albergatrice - Goldoni, Carlo (1993) Le familia del antiquario - Le Fanu, Joseph Sheridan (2015) Contos de phantasmas - Leblanc, Maurice (2014) Arsène Lupin - le fur gentilhomine - Leroux, Gaston (2014) Duo historias terrificante - Macovei, Toma (2019) Ab le auro spiritual del scena e del schermo II - Notarstefano, Italo (2019) Facile contos 1 – contos del humor - Notarstefano, Italo (2019) Facile contos 2 – contos del mysteri - Poe, Edgar Allan (2013) Le Barril de Amontillado, traducite per Patricio Negrete - Poe, Edgar Allan (2013) Le homicidios in le Rue Morgue - Quiroga, Horacio (2013) Contos del foreste - Söderberg, Hjalmar (2012) Le joco seriose - Tchekhov, Anton (2006) 11 contos |